# Holacanthus ciliaris

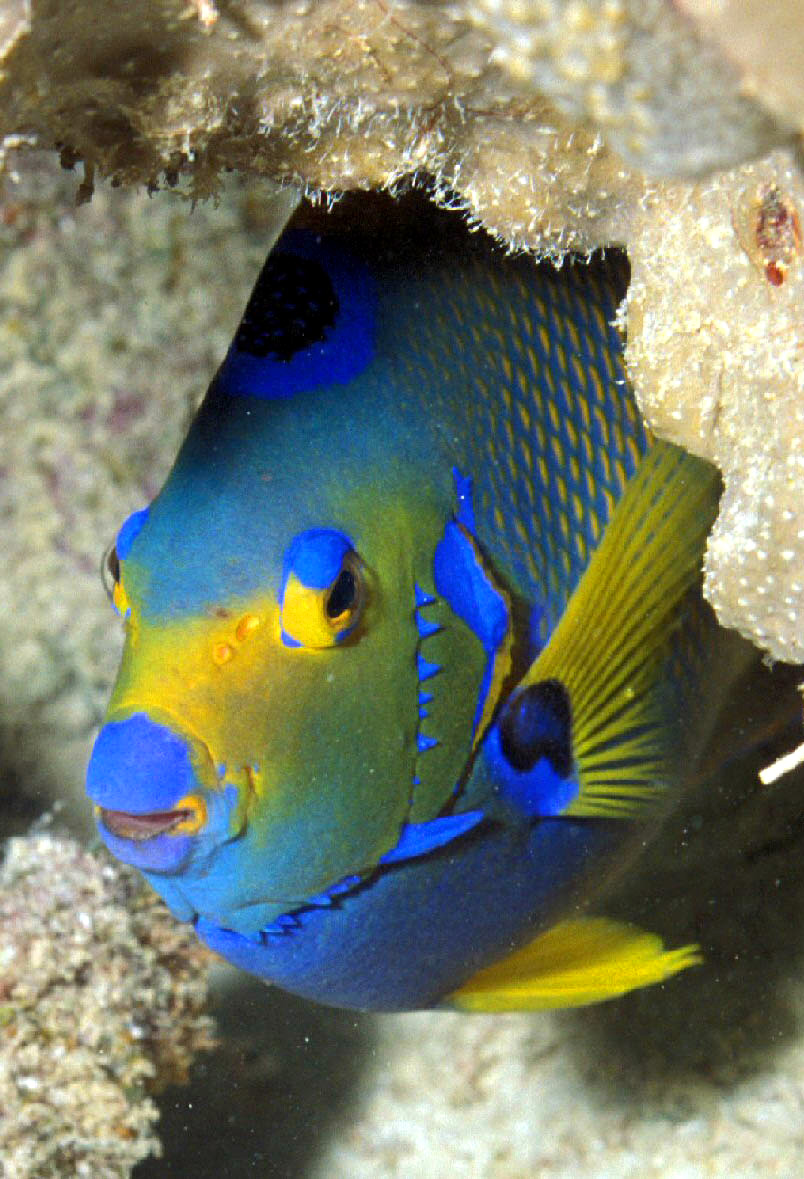
Ejemplar adulto en Bonaire

El pez ángel reina (Holacanthus ciliaris) es una especie de pez marino perciforme y pomacántido.
Su nombre común en español, dependiendo del país, puede ser ángel reina, cachama de piedra, guinea, isabelita patale, o isabelita reina.
Es una especie común en arrecifes superficiales del Caribe y Brasil, y con poblaciones aparentemente estables. Su carne es considerada de buena calidad para consumo humano en partes de su distribución. Aunque principalmente es comercializada para el mercado de acuariofilia, en Brasil se registraron 43.730 especímenes para exportación, en el periodo 1995-2000.

## Morfología
Es un pez ángel típico, con un cuerpo corto y comprimido lateralmente, y una pequeña boca, con dientes diminutos rematados como cepillos. Su primera espina dorsal se desarrolla en un filamento muy sobresaliente. La aleta anal tiene un filamento, más pequeño, en su ángulo. Cuenta con una fuerte espina en el ángulo del preopérculo. Tiene 14 espinas dorsales, entre 19 y 21 radios blandos dorsales, 3 espinas anales y entre 20 y 21 radios blandos anales.
De adulto, la coloración base del cuerpo y las aletas dorsal y anal, es azul púrpura, con los bordes de éstas en azul claro. Tiene las escamas bordeadas de amarillo-naranja. Las aletas pectorales, pélvicas y caudal son amarillas. En la nuca tiene una gran mancha negra distintiva, con puntitos claros en su interior y bordeada de un anillo azul claro. Y en la base de la aleta pectoral, cuenta con otra mancha azul. La cabeza, por encima de los ojos es azul oscuro, y por debajo, amarillo verdoso, la boca, el mentón, cuello y el pecho son de color azul púrpura.
Los especímenes jóvenes tienen la coloración de la cabeza, cuerpo y aletas azul oscuro, y añaden a su librea hasta 5 rayas verticales, de color azul claro. El pecho, las aletas pélvicas y la aleta anal son amarillas.

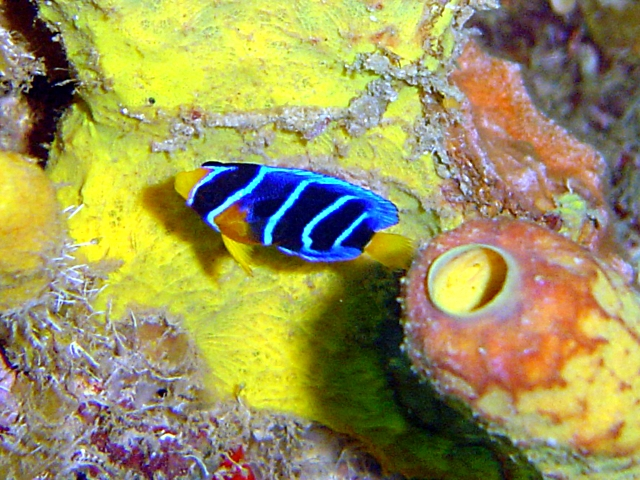
Holacanthus ciliaris juvenil
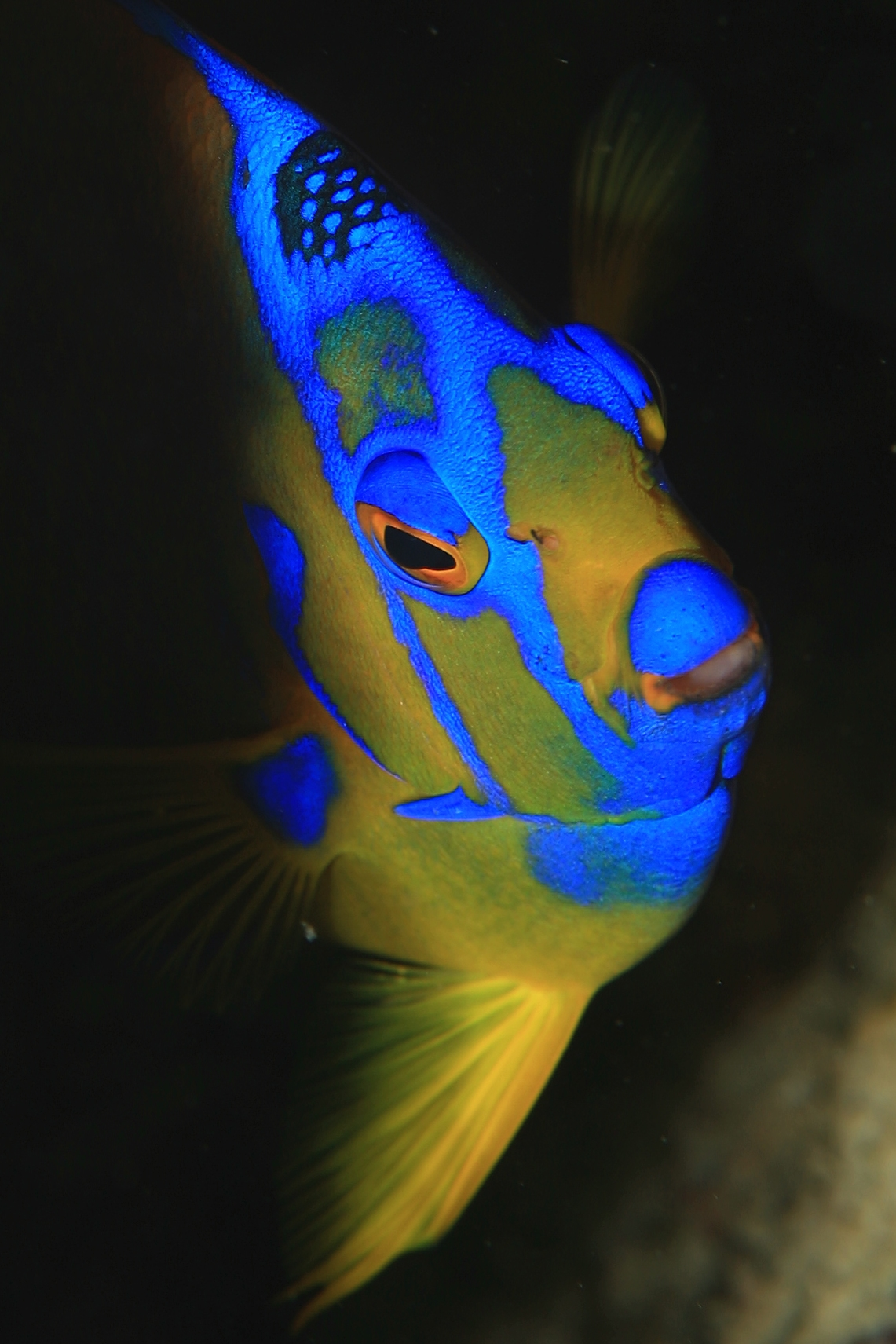
Holacanthus ciliaris subadulto mutando su coloración
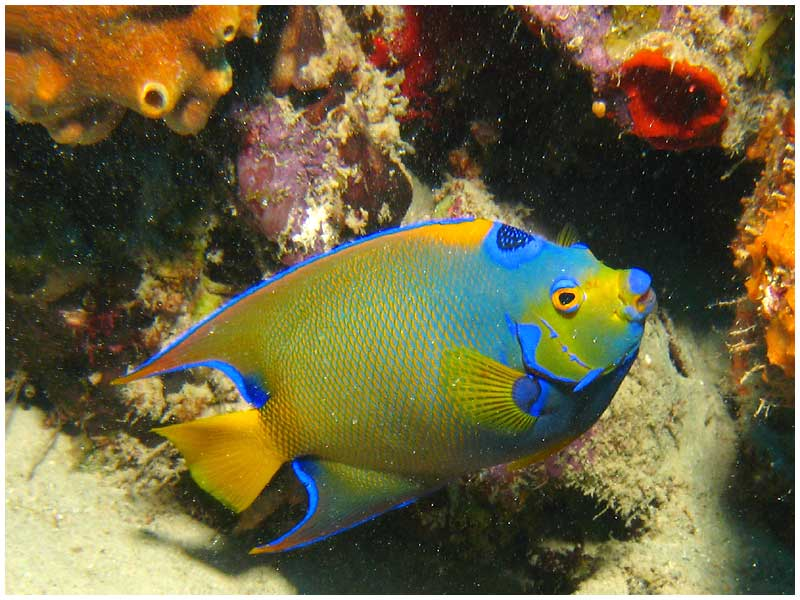
Holacanthus ciliaris adulto en Bonaire

Los machos, que son mayores que las hembras, miden hasta 45 centímetros de largo, aunque el tamaño más normal en machos adultos es de 30 cm. El peso máximo reportado es de 1,6 kilos.

## Hábitat y comportamiento
Es una especie asociada a arrecifes y clasificada como no migratoria. Común en arrecifes coralinos, dónde ocurre normalmente en parejas, aunque también solitario. Se desliza grácilmente entre gorgonias y colonias de corales.
Su rango de profundidad es entre 1 y 70 metros, y en un rango de temperaturas entre 20.48 y 28.06 °C.
Los juveniles suelen organizar "estaciones de limpieza", dónde desparasitan ejemplares de peces de mayor tamaño.

## Distribución geográfica
Se distribuye en el océano Atlántico oeste, siendo especie nativa de Anguilla; Antigua y Barbuda; Antillas Neerlandesas; Aruba; Bahamas; Barbados; Belice; Bermuda; Bonaire; Brasil; Islas Cayman; Colombia; Costa Rica; Cuba; Curazao; Dominica; República Dominicana; Estados Unidos; Granada; Guadalupe; Guatemala; Guyana;  Guyana Francesa; Haití; Honduras; Jamaica; Martinica; México; Montserrat; Nicaragua; Panamá; Puerto Rico; San Cristóbal y Nieves; Saint Lucia; Saint Martin (parte francesa); Saint Vincent y las Grenadines; Sint Maarten (parte holandesa); Suriname; Trinidad y Tobago; Turks y Caicos; Uruguay; Venezuela e Islas Vírgenes, tanto las británicas, como las estadounidenses.

## Alimentación
El pez ángel reina se alimenta principalmente de esponjas, aunque también come tunicados, briozoos e hidroides, así como algas.

## Reproducción
Esta especie es dioica y ovípara. Su comportamiento sexual es poligínico, reuniendo el macho un harén de unas 4 hembras, a las que corteja y fertiliza alternativamente. Los machos se comunican con las hembras mediante cambios temporales de coloración durante el cortejo. La fertilización es externa, desovando en parejas. Cada año tienen, al menos, una estación clara de desove. En Puerto Rico lo hacen durante el invierno, y a la puesta de sol. La hembra puede producir entre 25.000 y 75.000 huevos cada tarde.
El cortejo comienza con el macho desplegando sus aletas pectorales y moviéndolas rápidamente por unos segundos. Entonces la hembra asciende, y el macho se sitúa bajo la hembra, tocándole el vientre con el hocico y ascendiendo junto a la hembra, con el vientre junto a ella. Cuando la pareja asciende a unos 18 m de profundidad, libera los huevos y el esperma, provocando la fertilización.
Tras la fertilización, los huevos flotan en la columna de agua durante 15 a 20 horas, hasta que eclosionan en larvas transparentes, que absorben el saco vitelino en 48 horas. Las larvas crecen rápidamente alimentándose de plancton, y cuando alcanzan los 15-20 mm mutan a la forma juvenil.
Las hembras alcanzan la madurez con 22 cm de largo, y los machos con 24,3 cm. No cuidan a sus alevines.

## Galería

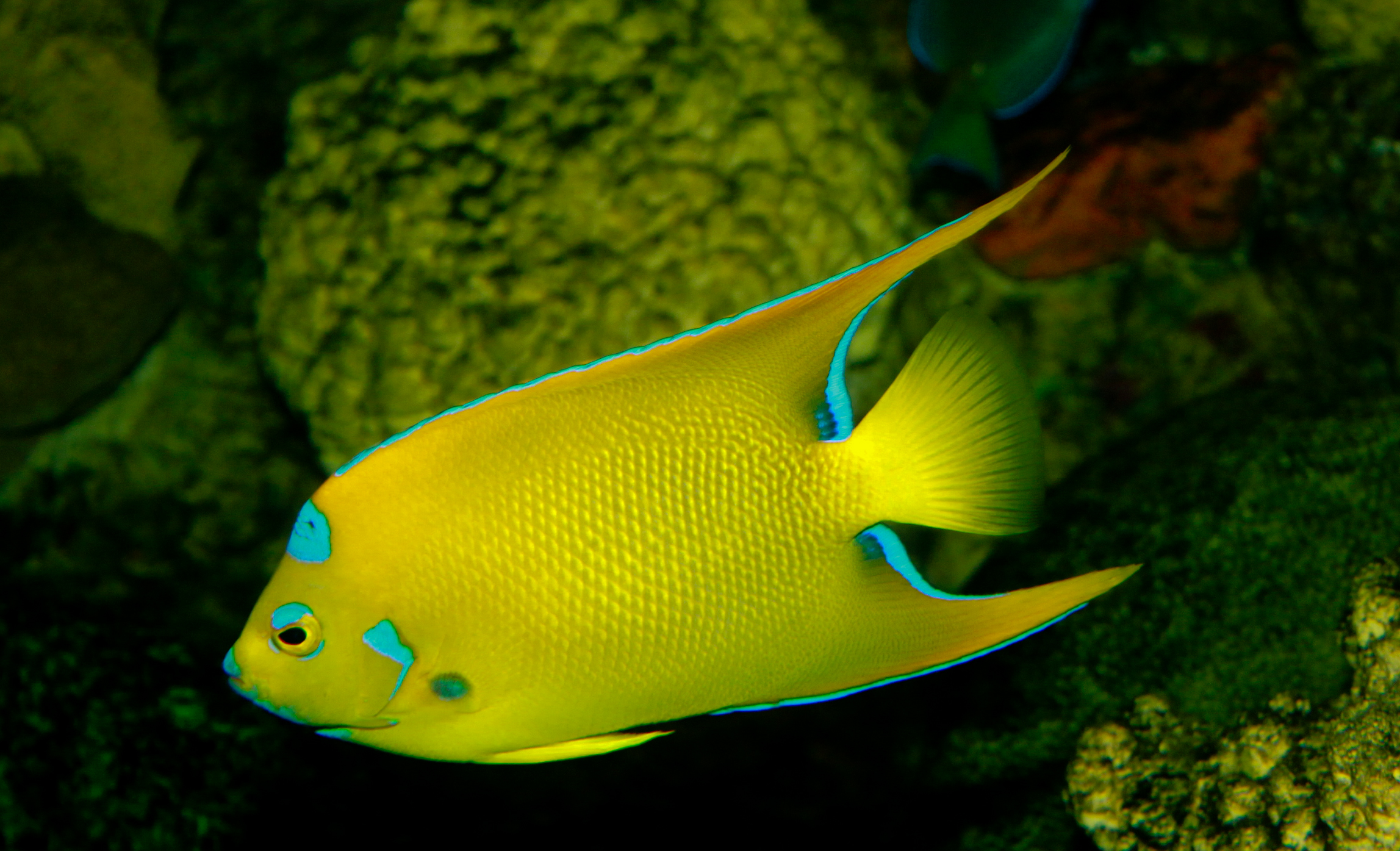
Ejemplar subadulto de P. ciliaris
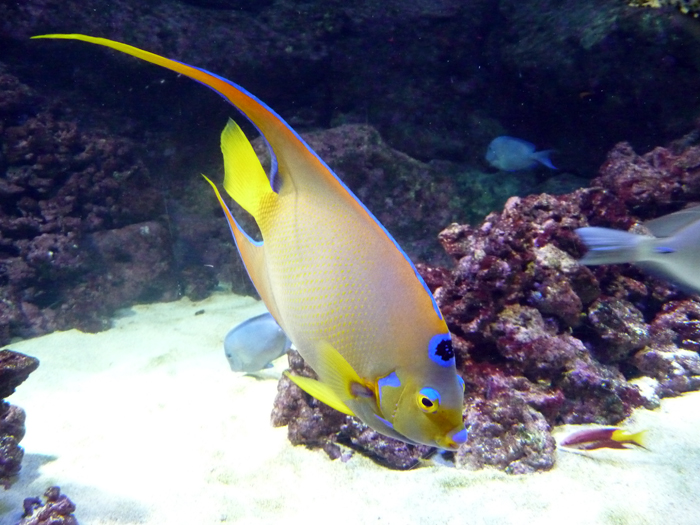
Ejemplar macho adulto con los filamentos de las aletas dorsal y anal desarrollados
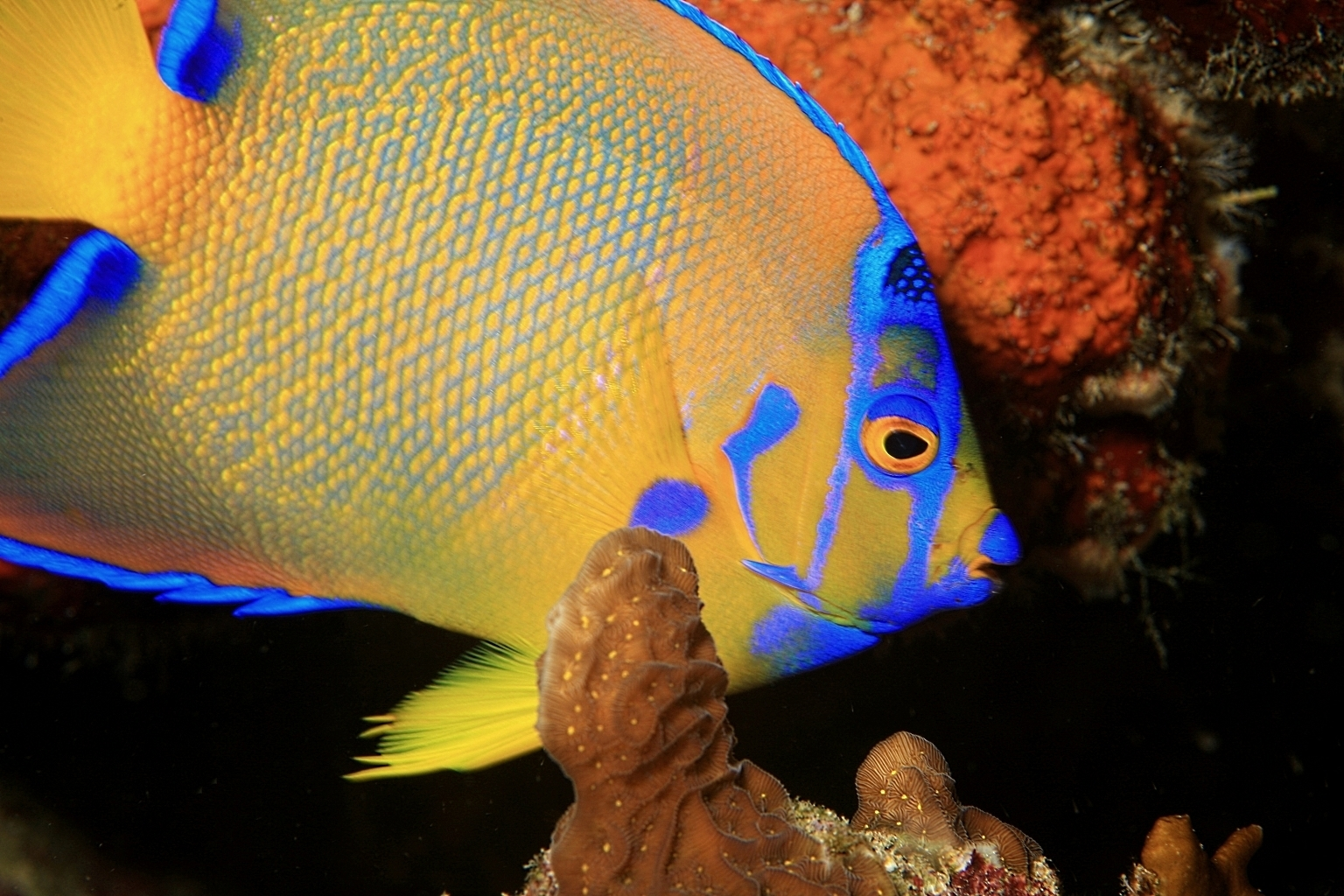
Ejemplar adulto en Curaçao
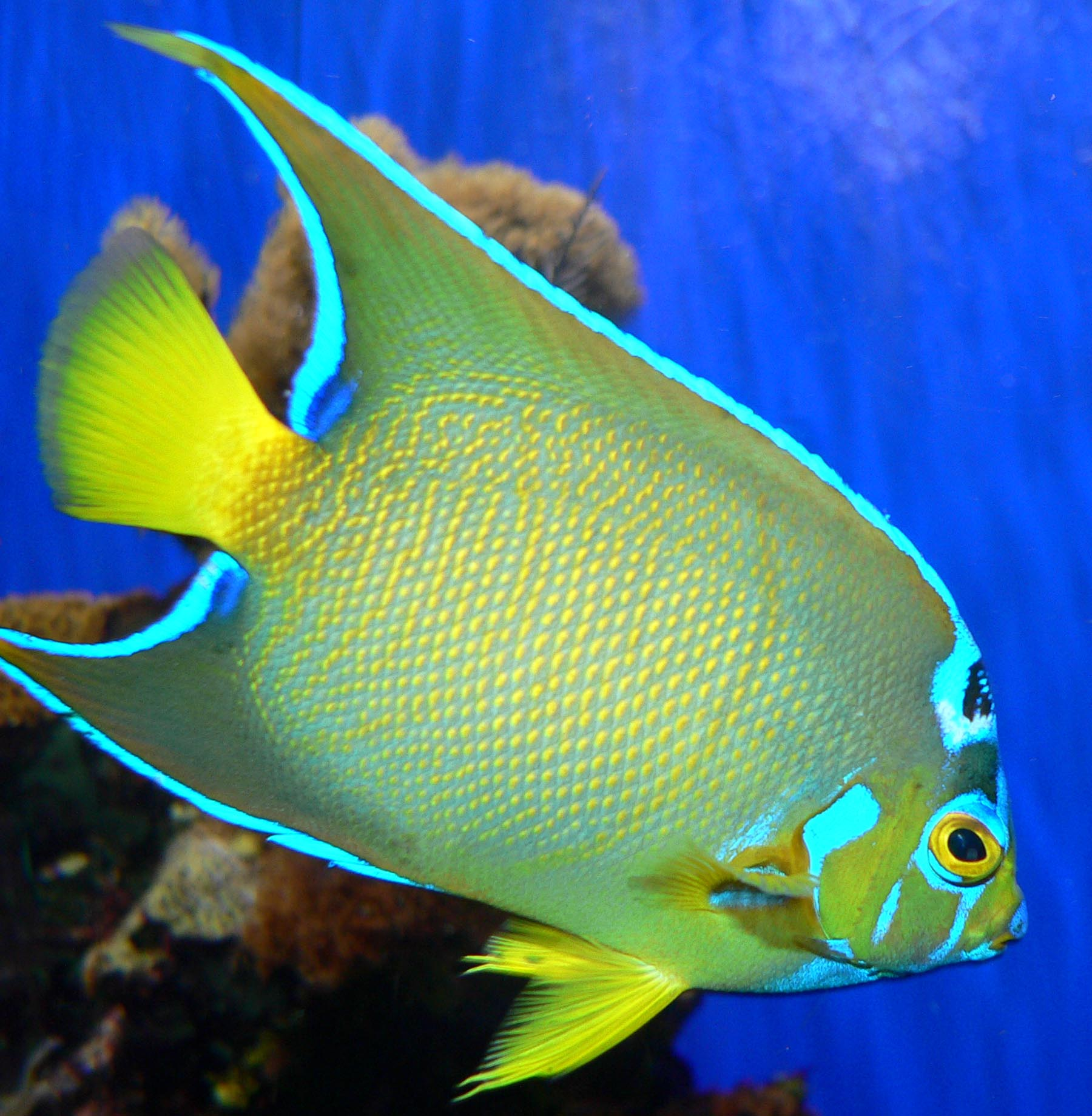
En el Birch Aquarium, San Diego, EE.UU.
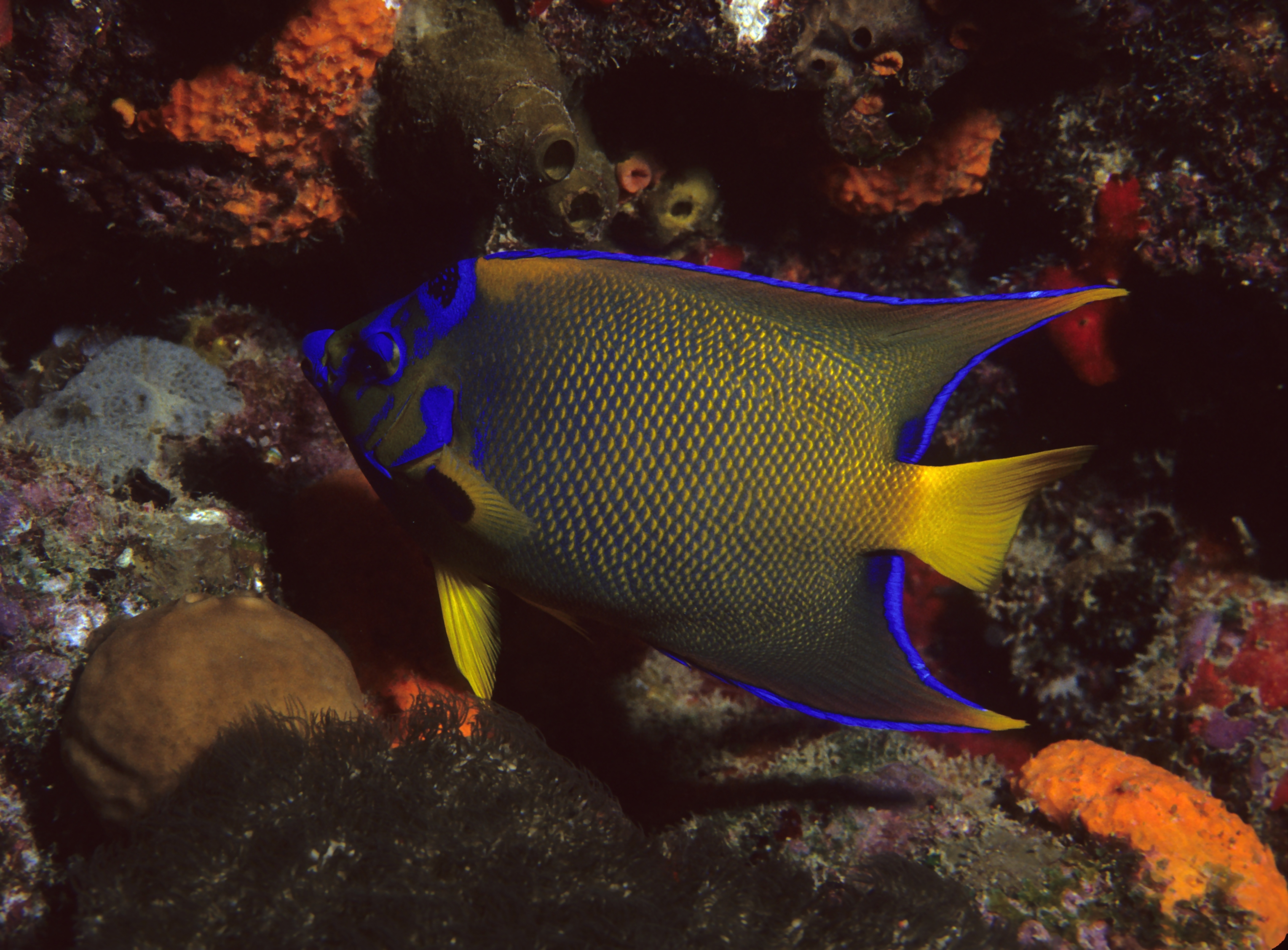
P. ciliaris en el Caribe
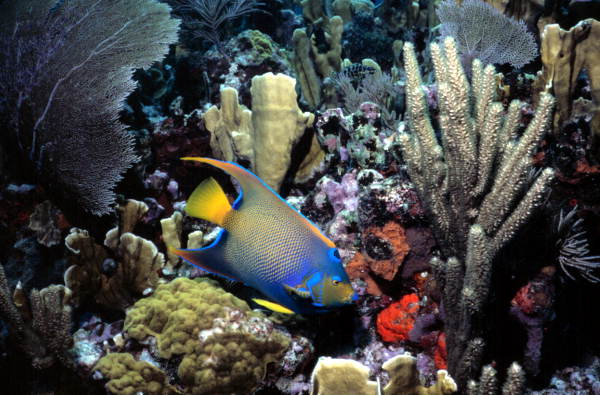
En el Parque Estatal de Cayo Largo, Florida, EE.UU.
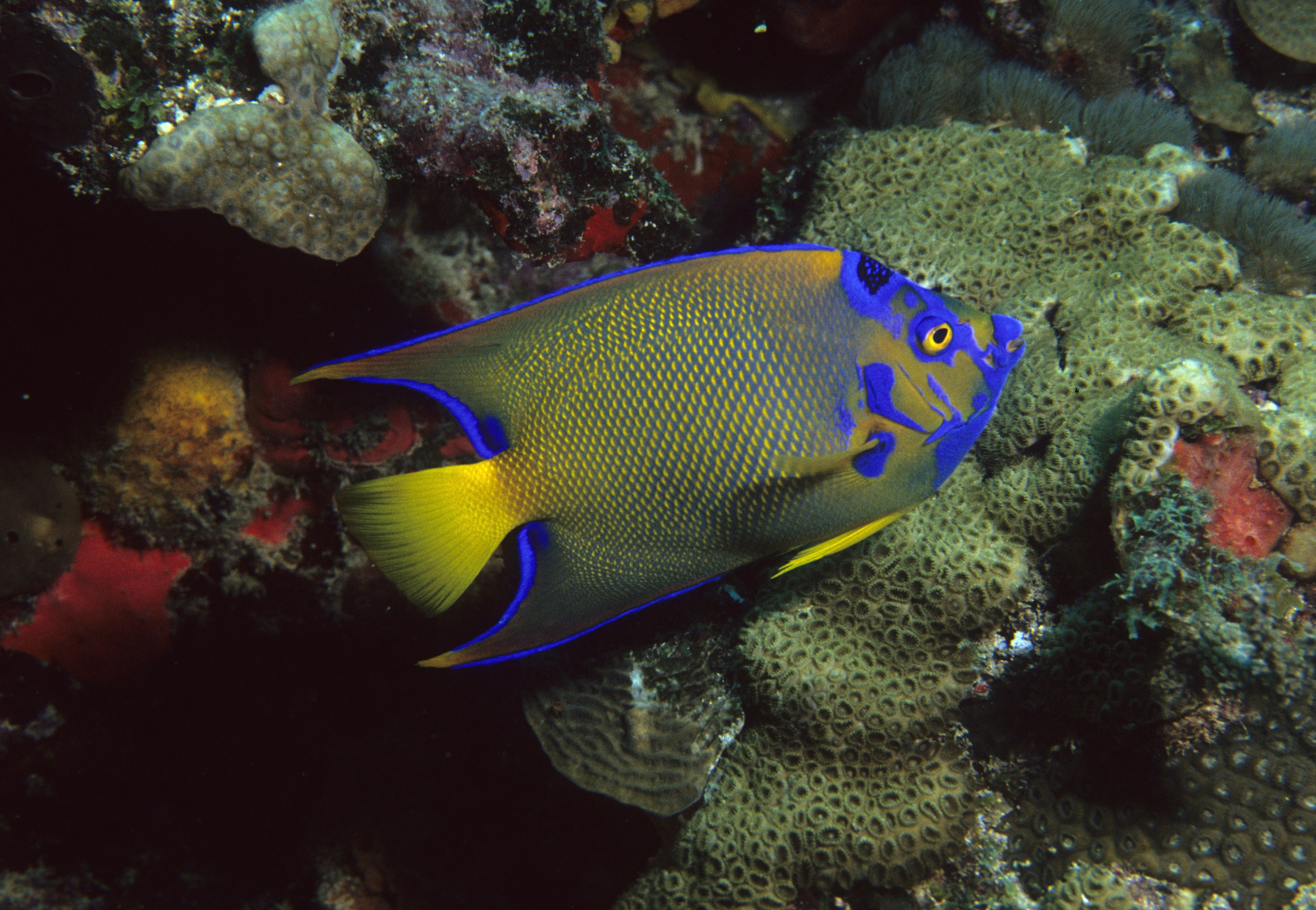
Ejemplar adulto en el Caribe